# Mainzac
Mainzac is een gemeente in het Franse departement Charente (regio Nouvelle-Aquitaine) en telt 121 inwoners (2009). De plaats maakt deel uit van het arrondissement Angoulême.

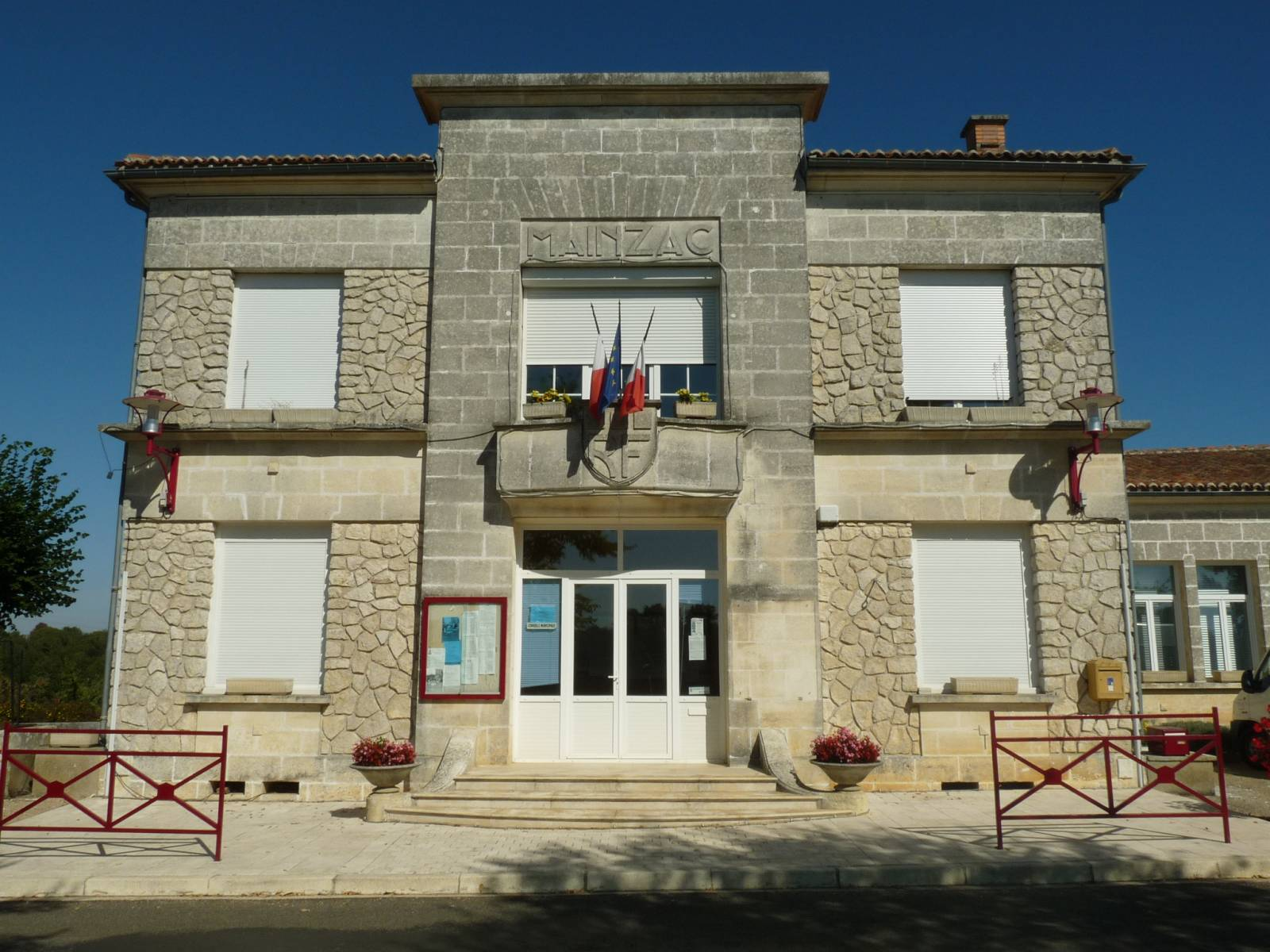
Gemeentehuis
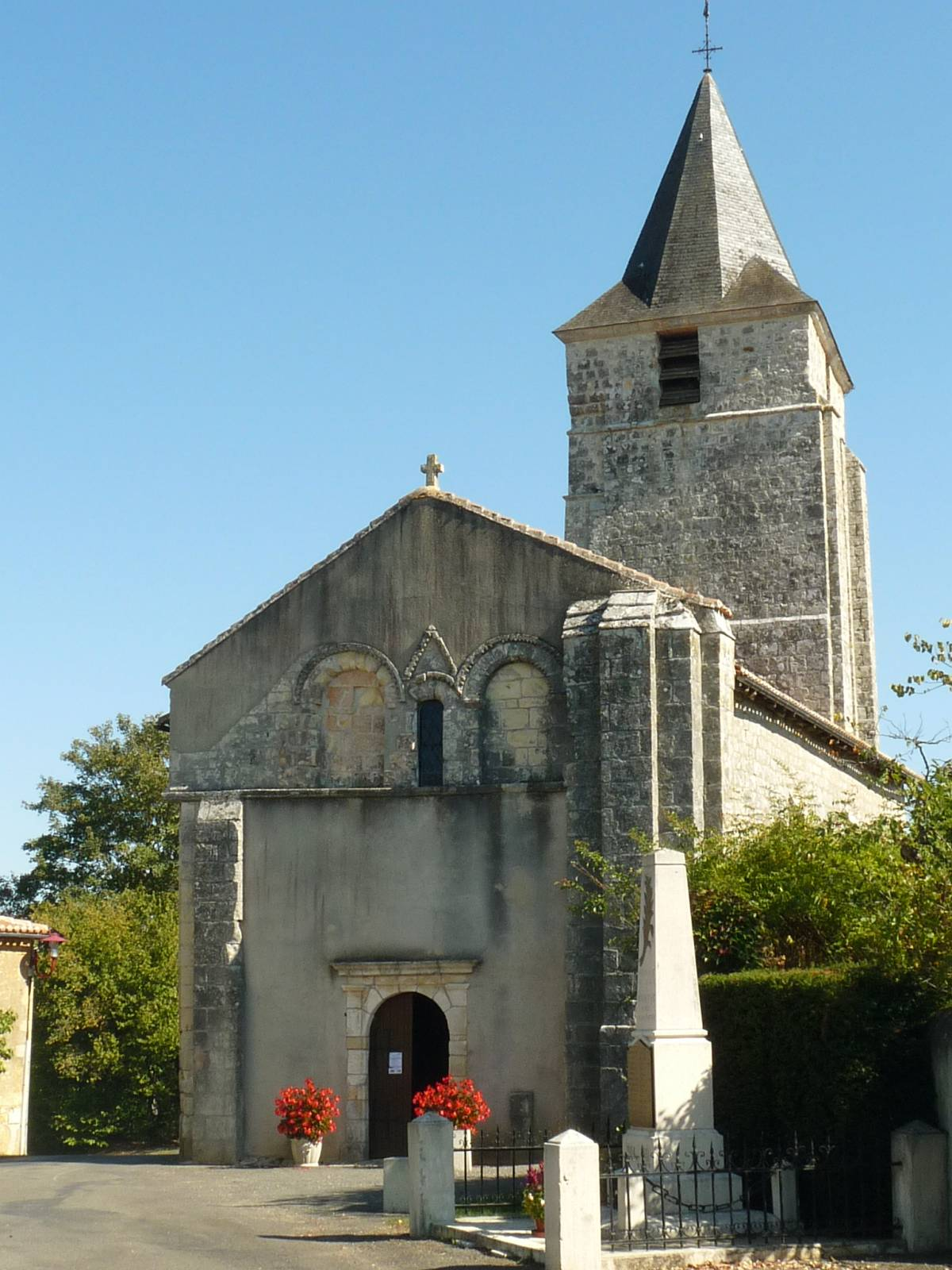
Kerk van Mainzac

## Geografie
De oppervlakte van Mainzac bedraagt 11,0 km², de bevolkingsdichtheid is dus 11 inwoners per km².
De onderstaande kaart toont de ligging van Mainzac met de belangrijkste infrastructuur en aangrenzende gemeenten.

## Demografie
Onderstaande figuur toont het verloop van het inwonertal (bron: INSEE-tellingen).